# Cshö Usik
Cshö Usik (hangul: 최우식, RR: Choe U-sik; 1990. március 26. –) dél-koreai színész, 2014-ben a Set Me Free című filmmel került reflektorfénybe, majd olyan elismert alkotásokban játszott, mint a Vonat Busanba – Zombi expressz (2016) vagy az Arany Pálma-díjas Élősködők.

## Élete és pályafutása
Szöulban született, egy bátyja van, aki nyolc évvel idősebb nála. A család Kanadába költözött, amikor Cshö (Choi) ötödikes volt, tíz évet élt Brit Columbiában, a Pinetree Középiskolába járt Coquitlamben. 2011-ben, első éves hallgatóként a Simon Fraser Egyetemen, Cshö (Choi) visszatért Koreába és válogatásokon vett részt. Itt kapta első szerepét a The Duo című sorozatban. Ugyanekkor beiratkozott a Csungang (Jungang) Egyetem kulturális tanulmányok szakára.
Mellékszereplőként számos sorozatban játszott, például 2012-ben a Rooftop Prince-ben, vagy a több évig futó Special Affairs Team TENben. 2014-ben kapta első főszerepét a független Set Me Free című filmben, melyért elnyerte a Puszani (Busani) Nemzetközi Filmfesztivál az év színésze díját. Ezt egy romantikus sorozat, a Hogu’s Love (2015) követte, ahol a címszereplőt alkaította.
Cshö (Choi) nemzetközi reflektorfénybe került a Vonat Busanba – Zombi expressz (2016) és az Okja (2017) című filmeknek köszönhetően..
2018-ban a Boszorkány: 1. rész – Felfordulás című akciófilmben egy rejtélyes bérgyilkost alakított. A sötét szerep merőben eltért korábbi vállalásaitól.
2019-ben a Rosebud című vígjátékban volt látható, majd Pong Dzsunho (Bong Junho) kritikai sikert aratott Élősködők című filmjében játszott főszerepet.

## Filmográfia

### Filmek
| Év   | Cím                               | Szerep                        | Megjegyzés      | Hiv.   |
| ---- | --------------------------------- | ----------------------------- | --------------- | ------ |
| 2011 | Etude, Solo                       |                               | rövidfilm       |        |
| 2012 | Circle of Crime – Director's Cut  |                               |                 | [ 18 ] |
| 2013 | Titokban, Délen                   | Jun Judzsun (Yoon Yoo-joon)   |                 | [ 19 ] |
| 2014 | Set Me Free                       | Jongdzse (Young-jae)          |                 | [ 8 ]  |
| 2014 | Big Match                         | Kuru (Guru)                   |                 | [ 20 ] |
| 2015 | In the Room                       | Mindzsun (Min-jun)            | szingapúri film | [ 21 ] |
| 2016 | Vonat Busanba – Zombi expressz    | Jongguk (Yong-guk)            |                 | [ 22 ] |
| 2017 | Okja                              | Kim Usik (Kim Woo-shik)       |                 | [ 23 ] |
| 2018 | Golden Slumber                    | Csuho (Joo-ho)                | cameo           | [ 24 ] |
| 2018 | The Princess and the Matchmaker   | Nam Cshiho (Nam Chi-ho)       |                 | [ 25 ] |
| 2018 | Boszorkány: 1. rész – Felfordulás | Nobleman                      |                 |        |
| 2018 | Monstrum                          | Ho (Heo)                      |                 | [ 26 ] |
| 2019 | Rosebud                           | fiatal Szuncshol (Soon-cheol) |                 |        |
| 2019 | Élősködők                         | Giu (Gi-woo)                  |                 |        |
| 2019 | The Divine Fury                   | Cshö (Choi) atya              | cameo           | [ 27 ] |
| 2019 | Hunting Time                      | Kihun (Ki-hoon)               |                 | [ 28 ] |
| 2020 | Puppy                             |                               |                 | [ 29 ] |

### Televíziós sorozatok
| Év   | Cím                                                         | Szerep                                                   | Csatorna      | Megjegyzés            | Hiv.   |
| ---- | ----------------------------------------------------------- | -------------------------------------------------------- | ------------- | --------------------- | ------ |
| 2011 | The Duo                                                     | fiatal Küdong (Gwi-dong)                                 | MBC           |                       | [ 30 ] |
| 2011 | Living in Style                                             | Na Dzsura (Na Joo-ra)                                    | SBS           |                       | [ 31 ] |
| 2011 | Deep Rooted Tree                                            | fiatal Csong Gidzsun / Ka Rion (Jeong Gi-jun / Ga Ri-on) | SBS           |                       | [ 32 ] |
| 2011 | Special Affairs Team TEN                                    | Pak Minho (Park Min-ho)                                  | OCN           |                       | [ 33 ] |
| 2012 | Rooftop Prince                                              | To Cshiszan (Do Chi-san)                                 | SBS           |                       | [ 34 ] |
| 2012 | Shut Up Family                                              | Jol Ubong (Yeol Woo-bong)                                | KBS2          |                       | [ 35 ] |
| 2012 | Drama Special – Culprit Among Friends                       | fiatal Tohjon (Do-hyun)                                  | KBS2          |                       |        |
| 2013 | Special Affairs Team TEN Season 2                           | Pak Minho (Park Min-ho)                                  | OCN           |                       | [ 36 ] |
| 2013 | Who Are You?                                                | Higu (Hui-gu)                                            | tvN           | cameo, 10, 12. rész   | [ 37 ] |
| 2013 | Drama Festival – Principal Investigator: Save Wang Jo-hyun! | Pu Dzsungsik (Bu Jung-shik)                              | MBC           |                       | [ 38 ] |
| 2014 | You're All Surrounded                                       | Cshö Usik (Choi Woo-shik)                                | SBS           | cameo, 4. rész        | [ 39 ] |
| 2014 | You Are My Destiny                                          | I Jong (Lee Yong)                                        | MBC           |                       | [ 40 ] |
| 2014 | Pride and Prejudice                                         | I Dzsangvon (Lee Jang-won)                               | MBC           |                       | [ 41 ] |
| 2014 | Dr. Frost                                                   | Kim Dzsonghun (Kim Jung-hoon)                            | OCN           | cameo, 8. rész        |        |
| 2015 | Dream Knight                                                |                                                          | Naver TV Cast | cameo                 | [ 42 ] |
| 2015 | Hogu’s Love                                                 | Kang Hogu                                                | tvN           |                       | [ 11 ] |
| 2015 | My Fantastic Funeral                                        | Pak Tongszu (Park Dong-soo)                              | SBS           | kétrészes különkiadás | [ 43 ] |
| 2017 | Fight for My Way                                            | Pak Mubin (Park Moo-bin)                                 | KBS2          | cameo, 1-7. rész      | [ 44 ] |
| 2017 | The Package                                                 | Kim Gjongdzse (Kim Gyeong-jae)                           | jTBC          |                       | [ 45 ] |
| 2017 | The Boy Next Door                                           | Pak Kjuthe (Park Gyu-tae)                                | Dingo Studios |                       | [ 46 ] |